# Amalaraeus andersoni
Amalaraeus andersoni är en loppart som först beskrevs av Rothschild 1908.  Amalaraeus andersoni ingår i släktet Amalaraeus och familjen fågelloppor.

## Underarter
Arten delas in i följande underarter:
- A. a. andersoni
- A. a. ioffi